# 埃尔屈
埃尔屈（法語：Ercuis，法語發音：[ɛʁkɥi]）是法国瓦兹省的一个市镇，属于桑利斯区。

## 地理
埃尔屈（49°14'8"N, 2°18'28"E）面积4.38 平方千米，位于法国上法蘭西大區瓦兹省，该省份为法国北部内陆省份，北起索姆省，西接厄尔省和滨海塞纳省，南至塞纳-马恩省和瓦兹河谷省，东临埃纳省。
与埃尔屈接壤的市镇（或旧市镇、城区）包括：布兰库尔莱普雷西、锡尔莱梅洛、泰勒地区克鲁伊、泰勒地区讷伊。
埃尔屈的时区为UTC+01:00、UTC+02:00（夏令时）。

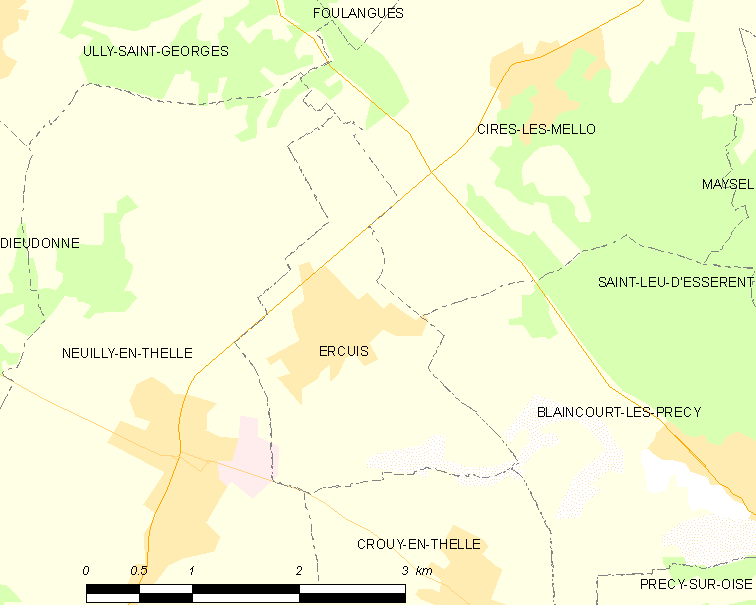
埃尔屈的OSM定位图

## 行政
埃尔屈的邮政编码为60530，INSEE市镇编码为60212。

## 政治
埃尔屈所属的省级选区为梅吕县。

## 人口

1962-2008年间埃尔屈人口变化图示

埃尔屈于2022年1月1日时的人口数量为1626人。